# 高田淳
高田 淳（たかた あつし、1925年5月28日 - 2010年4月9日）は、日本の中国文学者・中国思想学者。学習院大学名誉教授。

## 経歴
1925年、朝鮮京城に生まれる。父は大分県出身で中国思想学者の高田眞治、母方の祖父は英文学者の皆川正禧。1945年、第一高等学校休学中に入営、満州で敗戦を迎え、1947年、帰国。1952年、東京大学中国文学科を卒業し、同大大学院へ進学するも中退。1953年、大倉山学院給費生。
1955年、学習院高等科国語講師。1957年、学習院高等科国語教諭。1964年より東京女子大学専任講師、助教授。1972年より東京大学文学部中国文学科助教授、1974年、東京大学文学部中国文学科を退職し学習院大学文学部史学科教授となり、1996年に定年退職。学習院大学名誉教授。
墨家や名家など諸子百家から、グラネなど現代中国学、魯迅など近代文学、章炳麟など近代思想、王船山など前近代の易学まで幅広く論じた。

## 著書
- 『墨子』明徳出版社・中国古典新書、1967、新版1983
- 『中国の近代と儒教 戊戌変法の思想』紀伊國屋新書、1970
- 『魯迅詩話』中公新書 1971
- 『章炳麟・章士釗・魯迅 辛亥の死と生と』龍渓書舎、1974
- 『いまの中国の章炳麟論』学習院大学・東洋文化研究所、1978
- 『辛亥革命と章炳麟の斉物哲学』研文出版、1984
- 『易のはなし』岩波新書、1988
- 『王船山易学述義』汲古書院、2000

### 翻訳
- オディル・カルタンマルクーゲキエ『中国文学史』魚返善雄共訳 白水社〈文庫クセジュ〉、1957
- 『王船山詩文集 修羅の夢』編訳 平凡社〈東洋文庫〉、1981